# Het smelt
Het smelt (internationaler englischsprachiger Titel When It Melts) ist ein Filmdrama von Veerle Baetens, das im Januar 2023 beim Sundance Film Festival seine Premiere feierte und im Oktober 2023 in die belgischen Kinos kam. Der Film basiert auf einem Roman von Lize Spit.

## Handlung
Viele Jahre nach einem schwülen Sommer, in dem ihr Leben außer Kontrolle geriet, kehrt die 26-jährige Eva mit einem Eisblock auf der Ladefläche ihres Wagens in das Dorf zurück, in dem sie aufgewachsen ist. Mitten im Winter stellt sie sich ihrer Vergangenheit und ihren Peinigern.

## Literarische Vorlage
Der Film basiert auf dem Roman Het smelt von Lize Spit. In dem Roman der Belgierin macht sich eine junge Frau nach 13 Jahren Abwesenheit auf den Weg zurück in ihr Heimatdorf, das flämische Bovenmeer. In ihrem Kofferraum befindet sich ein schmelzender Eisblock. Unterwegs wechseln sich Szenen von der Reise mit Rückblenden in Evas Kindheit ab. Allmählich wird klar, dass sie von einer Freundschaft schwer traumatisiert ist, die sie damals vor unmögliche Entscheidungen stellte, unmöglich aufgrund fehlender Alternativen an einem Ort wie Bovenmeer. Während das Eis schmilzt, wechseln sich die Szenen immer schneller ab, ehe beide Handlungsstränge in einer dramatischen Auflösung zusammenlaufen. Spits Roman zeigt schonungslos, dass Kinder in ihrer Egozentrik grausam sein können.

## Produktion

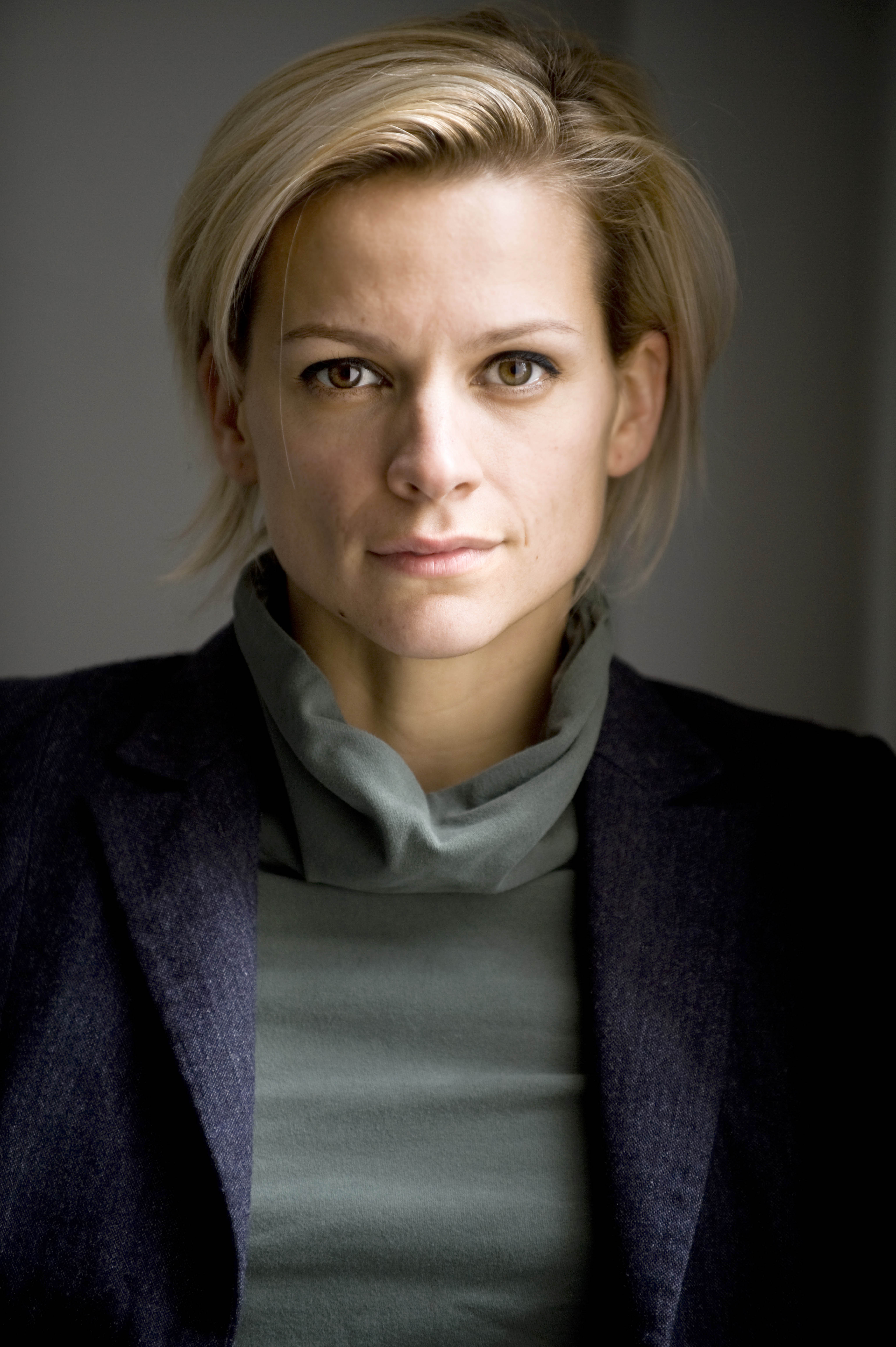
Regisseurin Veerle Baetens

Regie führte die belgische Schauspielerin Veerle Baetens, die gemeinsam mit Maarten Loix auch Spits Roman für den Film adaptierte. Es handelt sich um Baetens' Regiedebüt.
Charlotte De Bruyne spielt in der Hauptrolle die erwachsene Eva. Als Mädchen wird sie von Rosa Marchant gespielt.
Die Filmmusik komponierte Bjorn Eriksson, der auch für Felix Van Groeningens Filmdrama The Broken Circle die Musik komponierte, in dem Baetens in der Hauptrolle zu sehen war. Das Soundtrack-Album wurde im Oktober 2023 von Savage veröffentlicht.
Der Film feierte am 21. Januar 2023 beim Sundance Film Festival seine Premiere, wo er im World Cinema Dramatic Competition gezeigt wurde. Ende Januar, Anfang Februar 2023 wurde der Film beim Göteborg International Film Festival gezeigt. Im Juni 2023 wurde er beim Mediterranean Film Festival Split und Anfang Juli 2023 beim Internationalen Filmfestival Karlovy Vary vorgestellt. Ebenfalls im Juli 2023 wurde er beim Neuchâtel International Fantastic Film Festival vorgestellt. Der Kinostart in Belgien erfolgte am 25. Oktober 2023. Im November 2023 wurde er beim Wiesbadener Exground Filmfest gezeigt.

## Rezeption

### Kritiken
Von den bei Rotten Tomatoes aufgeführten Kritiken sind 78 Prozent positiv.

### Auszeichnungen
Braunschweig International Film Festival 2023
- Auszeichnung mit dem  Volkswagen Financial Services Filmpreis (Veerle Baetens)
- Auszeichnung mit dem Heinrich (Veerle Baetens)[15]

Festival international du film de La Roche-sur-Yon 2023
- Nominierung im Internationalen Wettbewerb[16]

Göteborg International Film Festival 2023
- Nominierung im Ingmar Bergman Competition[8]

Magritte 2024
- Auszeichnung als Bester flämischer Film[17]

São Paulo International Film Festival 2023
- Nominierung im New Directors Competition (Veerle Baetens)[18]

Seattle International Film Festival 2023
- Nominierung im New Directors Competition[19]

Sundance Film Festival 2023
- Nominierung im World Cinema Dramatic Competition
- Auszeichnung mit dem Special Jury Award – Best Performance (Rosa Marchant)[20]

World Soundtrack Awards 2024
- Nominierung für die Beste Filmmusik einer belgischen Produktion (Bjorn Eriksson)[21]